# Croce di distinzione in guerra (Meclemburgo-Strelitz)
La croce di distinzione in guerra del Granducato di Meclemburgo-Strelitz (Kreuz für Auszeichnung im Kriege von Grossherzogtum Mecklemburg-Strelitz) fu un'onorificenza fondata dal granduca Federico Guglielmo di Meclemburgo-Strelitz il 10 marzo 1871.
La croce venne concessa per distinzioni di coraggio in guerra, senza riguardo del rango militare raggiunto dall'insignito. La croce venne concessa per la prima volta durante la guerra franco-prussiana del 1870-1871. La croce venne poi riformata dal granduca Adolfo Federico VI di Meclemburgo-Strelitz poco dopo lo scoppio della prima guerra mondiale apponendovi la data "1914" sul braccio inferiore del diritto della croce. Il 1º gennaio 1915 venne introdotta la I classe della croce. Il conferimento della medaglia continuò stranamente sino al 1924 e quindi anche dopo la caduta del granducato.

## Descrizione
In tutte le sue versioni la decorazione aveva le medesime forme: una croce patente di bronzo dorato di forme simili alla croce di ferro, avente al centro un tondo con le iniziali del granduca regnante circondato da una corona d'alloro. Il retro della medaglia riportava la legenda "Tapfer und Treu" ("Coraggio e Lealtà"). La I classe riprendeva le medesime decorazioni della medaglia ma era applicata a mo' di spilla, avente al centro un tondo con la legenda "Tapfer und Treu". Originariamente la decorazione era realizzata in argento, ma dopo il 1916 venne realizzata in bronzo argentato. Venne concessa in un totale di 8.131 esemplari.
Il nastro era azzurro con una striscia gialla e rossa per ciascuna parte nel caso dei ruoli combattenti, mentre i non combattenti avevano il nastro rosso scuro con una striscia azzurra e gialla per parte.